# Anholt (isola)
Anholt è un'isola della Danimarca situata nel Kattegat. L'isola si trova nel centro dello stretto del Kattegat tra la Svezia e lo Jutland circa 50 km a nordest della penisola del Djursland.
Da un punto di vista amministrativo fa parte del comune di Norddjurs, regione dello Jutland Centrale.
Nel 2024 l'isola ha 127 abitanti risedenti nei due villaggi presenti di Havnen (porto) e Anholt By (città), la maggior parte dell'isola è protetta come parco naturale.
Nella parte orientale dell'isola si trova il faro (Anholt Fyr) costruito tra il 1785 e il 1788.
L'isola dispone di una propria centrale elettrica, 15 km a sudovest si trova il parco eolico Anholt Offshore Wind Farm costruito nel 2012. Sull'isola c'è una stazione radar della Marina danese.

## Morfologia
L'isola è lunga circa 11 km e larga 6 km nel punto più largo. La parte occidentale dell'isola è composta prevalentemente da formazioni collinari moreniche, il punto più elevato dell'isola è a 48 m s.l.m., mentre il resto dell'isola è composto da fondali marini rialzati e dune sabbiose; in alcune aree si riscontrano sabbie mobili. 
Questa parte orientale dell'isola è chiamata Ørkenen, ed è completamente disabitata.
Il governo danese ha dichiarato che l'area è una zona protetta.
In alcuni tratti di quest'area è ancora visibile la topografia originale dell'età della pietra risalente al termine dell'ultima glaciazione, circa 10.000 anni fa.